# Charles Lelong
Ne doit pas être confondu avec Charles Lelong (archéologue).
Pour les articles homonymes, voir Lelong.

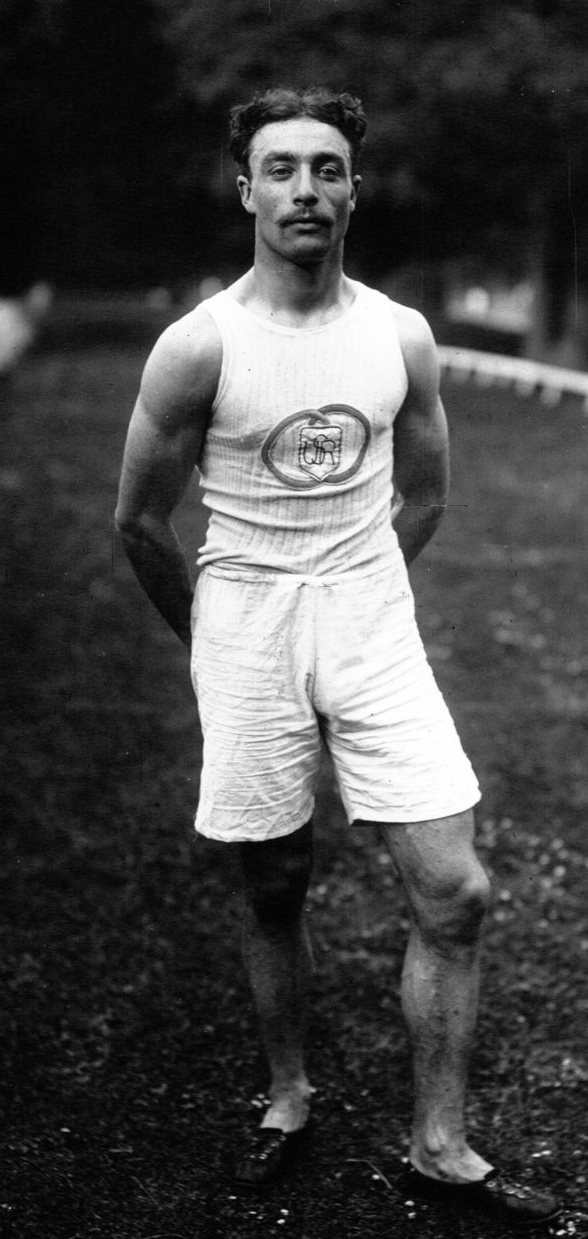
Charles Lelong en 1912

Charles Louis Lelong (né le 18 mars 1891 à Aunay-sur-Odon et mort le 27 juin 1970 à Lannion) est un athlète français spécialiste du 400 mètres.
Licencié à l'Union Sportive Rennes, il devient champion de France du 400 m en 1912. Il fait partie de la délégation française qui participe aux Jeux olympiques de 1912 de Stockholm. Éliminé dès le premier tour du 100 m et du 200 m, il atteint les demi-finales du 400 m. Il remporte en fin de compétition la médaille d'argent du relais 4 × 400 mètres aux côtés de Charles Poulenard, Pierre Failliot et Robert Schurrer. Avec le temps de 3 min 20 s 7, l'équipe de France termine à plus de quatre secondes des États-Unis, auteurs d'un nouveau record du monde de la discipline.
Son record personnel sur 400 m, établi en 1912, est de 50 s 2.

## Palmarès
| Date | Compétition     | Lieu      | Résultat | Discipline |
| ---- | --------------- | --------- | -------- | ---------- |
| 1912 | Jeux olympiques | Stockholm | 2e       | 4 × 400 m  |